# Resolució 864 del Consell de Seguretat de les Nacions Unides
La Resolució 864 del Consell de Seguretat de les Nacions Unides fou adoptada per unanimitat el 15 de setembre de 1993. Després de reafirmar les resolucions 696 (1991), 747 (1992), 785 (1992) 793 (1992), 804 (1993), 811 (1993), 823 (1993), 834 (1993) i 851 (1993), el Consell va prendre nota la situació contínua a Angola i va arribar a condemnar i posar sancions internacionals a UNITA.
El Consell de Seguretat va expressar la seva preocupació pel deteriorament de la situació política, militar i humanitària a Angola i que, malgrat totes les resolucions i els esforços anteriors, es van suspendre les converses de pau i sense alto el foc en efecte. Es va donar suport als esforços de Secretari General i de la seva Representant Especial Margaret Anstee per ajudar a resoldre la crisi mitjançant negociacions. Les Nacions Unides, per tant, volen estar presents a Angola per tal d'assegurar la plena implementació dels "Acords de pau".
La resolució va ampliar el mandat actual de la Segona Missió de Verificació de les Nacions Unides a Angola (UNAVEM II) fins al 15 de desembre de 1993. En cas de progressos significatius en el procés de pau, la presència seria incrementada. Es va donar la benvinguda a la posició del govern d'Angola per resoldre el conflicte pacíficament, mentre que es va recordar a UNITA que havia d'acceptar els resultats de les eleccions de 1992. UNITA també va ser condemnada per les seves accions militars i els intents de captar territoris que havien causat patiment a la població civil i a l'economia d'Angola, amb el Consell exigint que cessin totes aquestes accions. Es van condemnar els atacs d'UNITA contra el personal humanitari de les Nacions Unides en violació del dret internacional humanitari i van instar tant a UNITA com al Govern d'Angola a assegurar la seguretat del personal d'UNAVEM II i d'altres persone personal humanitari. El Consell també va reiterar la seva demanda que UNITA alliberi a tots els ostatges estrangers contra de la seva voluntat.
El Consell va seguir condemnant enèrgicament UNITA, sostenint el seu lideratge responsable del no compliment amb les resolucions anteriors del Consell de Seguretat. En aquest sentit, es determina que les accions d'UNITA i la situació a Angola eren una amenaça per a la pau i la seguretat internacionals i va imposar sancions a la UNITA en virtut del Capítol VII de la Carta de les Nacions Unides.
Per tant, dins dels deu dies següents a l'aprovació de la resolució actual, les mesures següents tindrien efecte a menys que el Secretari General informés que hi havia un alto el foc vigent i que s'havia arribat a un acord sobre l'aplicació de l'acord de pau i les resolucions de les Nacions Unides. Si no es respectés l'alto el foc o els acords, es reimposaran les sancions i entraran en vigor immediatament. Tots els països tenien prohibit vendre armes, petroli i productes relacionats a UNITA, excepte alguns llocs que van ser determinats pel govern d'Angola, malgrat els acords internacionals, compromisos, contractes o llicències. Els procediments serien portats contra qualsevol persona o entitat que violi les resolucions.
Es va establir un Comitè del Consell de Seguretat que després havia de supervisar l'aplicació de la Resolució 864. Les seves funcions eren:
(a) examinar els informes del Secretari General;
(b) demanar més informació dels països pel que fa a les mesures que estan prenent per posar en pràctica la resolució actual;
(c) considerar informació relativa a violacions de les sancions;
(d) Presentar informes periòdics sobre les violacions i aplicació de la Resolució 864;
(e) dissenyar directrius que facilitin les exportacions.
El Consell va demanar a tots els estats que informessin al Secretari General abans del 15 d'octubre de 1993 sobre les mesures que havien adoptat, proporcionant tota l'assistència necessària al Comitè. Es consideraria la imposició de noves mesures, incloses les restriccions de viatge i les mesures comercials, si no s'hagués acordat un alto el foc i que els acords de pau no s'haguessin aplicat ni es revisessin si s'hagués dut a terme l'acord i l'alto el foc.
La resolució va concloure demanant al Secretari General Boutros Boutros-Ghali que informés sobre l'aplicació de la resolució actual i altres desenvolupaments entre l'1 de novembre de 1993 i el 15 de desembre de 1993, incloses les recomanacions per al futur paper de les Nacions Unides en el procés de pau.